# 岡本正明 (アメリカ文学者)
岡本正明（おかもと まさあき、1960年-　）は、日本のアメリカ文学者、中央大学教授。

## 人物・来歴
東京都生まれ。1983年東京大学文学部英文科卒、1987年東京都立大学大学院博士課程中退（アメリカ文学専攻）。87年東京都立大学助手、1990年中央大学法学部専任講師、92年助教授、99年教授。

## 著書
- 『アメリカ史の散歩道 30のエピソード』中央大学出版部, 2002.7
- 『小説より面白いアメリカ史』中央大学出版部, 2005.7
- 『20世紀文学と時間 プルーストからガルシア=マルケスまで』近代文芸社, 2007.9
- 『横断する知性 アメリカ最大の思想家・歴史家ヘンリー・アダムズ』近代文藝社, 2016.11
- 『英米文学つれづれ草 もしくは、「あらかると」』朝日出版社, 2018.7
- 『アルタモント、天使の詩 トマス・ウルフを知るための10章』英宝社, 2019.1
- 『プルーストから村上春樹へ 「時間」で読み解く世界文学』幻冬舎ルネッサンス新書 2020.1

翻訳
- エドマンド・ウィルソン『フィンランド駅へ 革命の世紀の群像』みすず書房, 1999.6